# IC 4302
IC 4302 ist eine Spiralgalaxie vom Hubble-Typ Sc im Sternbild Jagdhunde am Nordsternhimmel. Sie ist rund 336 Millionen Lichtjahre von der Milchstraße entfernt und hat einen Durchmesser von etwa 160.000 Lichtjahren.
Im selben Himmelsareal befinden sich unter anderem die Galaxien IC 4301, IC 4304, PGC 2032203, PGC 214123.
Das Objekt wurde am 1. Juli 1896 von Stéphane Javelle entdeckt.